# Автошлях E015
Європейський маршрут E015 — європейський автомобільний маршрут категорії Б, що проходить у Казахстані та з'єднує міста Таскескен і Бахт.

## Маршрут
- Казахстан
  - E40 Таскескен
  - Бахт